# Kenkichi Ueda
Kenkichi Ueda, in giapponese 植田 謙吉 (?, Ueda Kenkichi) (Prefettura di Osaka, 8 marzo 1875 – 11 settembre 1962), è stato un generale giapponese, famoso per aver comandato l'Armata del Kwantung durante la seconda guerra sino-giapponese, e poi in quella con l'Unione Sovietica tra il maggio ed il settembre 1939.

## Biografia
Kenkichi Ueda nasce nella prefettura di Osaka l'8 marzo 1875. Entra presso l'Accademia dell'Esercito Imperiale (Rikugun Shikan Gakkō) di Ishigaya, (Tokyo) brevettandosi nel 10º corso (1898). Frequentò successivamente l'Accademia di Guerra dell'esercito imperiale (Rikugun Daigakkō), a Minato (Tokyo) uscendone nel 1908. Fu assegnato alla 9ª Brigata di Cavalleria, appartenente alla 18ª Divisione, per essere poi trasferito presso la 16ª Divisione. Nel 1918 viene assegnato allo Stato Maggiore dell'Ispettore Generale dell'arma di Cavalleria. Dal giugno dello stesso anno presta servizio nello stato maggiore del Corpo di Spedizione giapponese in Siberia. Tale corpo di spedizione, composto inizialmente da 12.000 uomini, venne fortemente voluto dal primo ministro giapponese Terauchi Masatake e doveva appoggiare le forze bianche dell'ammiraglio Aleksandr Vasil'evič Kolčak nella lotta contro i bolscevichi. Posto sotto il comando del generale Yui Mitsue, nel novembre del 1918 il corpo di spedizione era composto da circa 70.000 uomini, che occupano tutti i principali porti e città delle provincie marittime orientali della Russia. Nel 1919 viene promosso colonnello, prestando servizio presso il Comando del corpo di spedizione. Nel corso del 1922, in seguito alle forti pressioni internazionali che sospettavano il Giappone di voler annettersi una parte della regione siberiana, il primo ministro Katō Tomosaburō decide di ritirare le truppe dalla Siberia..
Al suo rientro in patria, nel 1923, entrò a far parte dell'Ispettorato Generale per l'Addestramento Militare, per assumere nello stesso anno il comando del 1º Reggimento di Cavalleria. Passò poi alla sezione aeronautica dell'Esercito Imperiale presso il Ministero della Guerra, e nel 1924 fu promosso al grado di Generale di brigata, assumendo il comando della 3ª Brigata di Cavalleria. Nel corso del 1928 viene elevato al rango di Generale di divisione. Il 16 marzo 1929 succedette al generale Kametaro Arai alla testa delle truppe giapponesi di guarnigione in Cina, incarico che mantiene fino al 22 dicembre 1930. Tra la fine del 1930 e l'aprile del 1932 comandò la 9ª Divisione di Fanteria, alla cui testa partecipò all'occupazione della Manciuria seguita all'incidente di Mukden. Combatté duramente contro le truppe cinesi fino al 27 febbraio 1932, quando il loro comandante, generale Tsin Chao, offrì la resa delle forze operanti in Manciuria. Il 29 aprile dello stesso anno, a Shanghai, una bomba lanciata dal nazionalista coreano Yoon Bong-Gil uccise il suo superiore, generale Yoshinori Shirakawa, ed egli, a causa dell'attentato, perse una gamba. Ritornato in patria nel corso del 1933 entrò a far parte dello Stato maggiore dell'esercito imperiale giapponese, ricoprendo nel 1934 il ruolo di Vicecapo di Stato Maggiore.
Il 1º agosto 1934 sostituì il generale Yoshiyuki Kawashima alla testa dell'Armata giapponese in Corea (Chōsen-gun). Il 2 dicembre 1935 lasciò il comando in Corea, venendo promosso Generale d'armata. Il 6 marzo 1936 ritornò nel Manciukuò per assumere il comando dell'Armata del Kwantung (Kantōgun in giapponese), il più prestigioso dell'esercito imperiale. Nello stesso anno diviene membro del Supremo Consiglio di Guerra.
Alla testa dell'Armata del Kwantung partecipò alla guerra per l'occupazione della Cina, scoppiata nel luglio 1937 dopo l'incidente del ponte di Marco Polo (7-8 luglio 1937), fortemente voluta dal primo ministro Senjūrō Hayashi. Il generale Ueda era invece un forte sostenitore della politica del hokushin-ron (colpo a nord), e pensava che il principale nemico del Giappone fosse il comunismo. Vedeva inoltre nella conquista delle risorse naturali del continente nord asiatico, scarsamente popolato e ricco di materie prime, la soluzione dei problemi economici della madrepatria. Avallò tutta una serie di operazioni militari dirette di suoi subordinati a cavallo del confine tra lo stato del Manciukuò e la Mongolia. Il governo giapponese, retto dal primo ministro Fumimaro Konoe (in carica dal giugno 1937 al 1939), non fu mai veramente capace di tenere a freno l'alto comando delle forze armate in Cina, dominato sempre di più dagli elementi estremisti. Il governo non condivideva pienamente gli ambiziosi, ma estremamente rischiosi, piani di espansione dei militari. L'intromissione giapponese negli affari interni della Mongolia (da circa venti anni nell'orbita sovietica) acuirono le ostilità con l'Unione Sovietica di Josef Stalin.
Nel luglio 1938 l'Armata del Kwantung diede il via ad una serie di operazioni indipendenti contro le forze sovietiche nell'area del Lago Chasan. La rapida risposta delle forze sovietiche, comandate dal maresciallo Vasilij Konstantinovič Bljucher portò ad una sconfitta delle forze giapponesi, costrette a ritirarsi dall'area contesa. Ueda sostenne sempre le azioni aggressive avviate dagli ufficiali del suo Stato Maggiore, per modificare il confine con la Mongolia a vantaggio delle forze giapponesi. Il breve conflitto con l'URSS svoltosi tra il maggio e il settembre 1939, e noto come battaglia di Khalkhin Gol, vide una pesante sconfitta delle forze giapponesi ad opera del generale Georgij Konstantinovič Žukov. Al suo rifiuto di fermare le operazioni militari scatenate dai suoi subordinati il governo imperiale, che temeva ormai una guerra aperta con l'Unione Sovietica, lo sostituì con il generale Yoshijirō Umezu il 7 settembre 1939. Ricoprì brevemente la carica di ambasciatore giapponese nel Manciukuò, e poi venne costretto a rientrare in patria per ritirarsi a vita privata. Dopo l'entrata in guerra del Giappone, il 7 dicembre 1941, non venne richiamato in servizio. Sia durante la guerra, che negli anni successivi, condusse vita privata, e si spense sull'isola di Iwo Jima l'11 settembre 1962.